# رمز جنسي

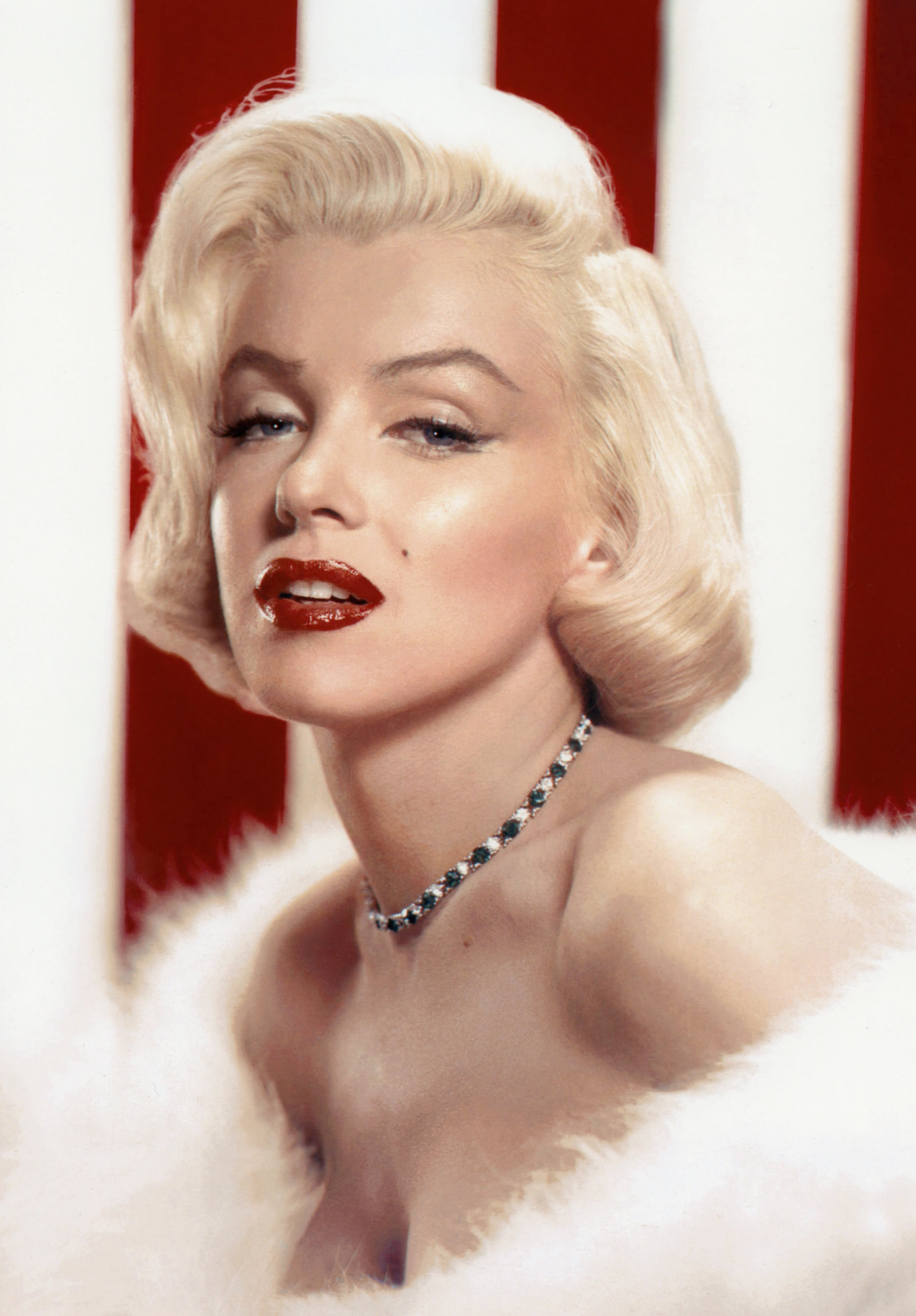
مارلين مونرو، التي وصفتها هيئة الإذاعة البريطانية (بي بي سي) بأنها "ربما رمز الجنس الأكثر شهرة في هوليوود".

رمز جنسي أو رمز إغراء هو شخص من المشاهير معروف على نطاق واسع ويقدر لجاذبيته الجنسية، وعادة ما يكون موسيقي، عارضة أزياء، أو نجم رياضي، استخدم لأول مرة في منتصف عقد 1950 خاصة شعبية بعض نجوم السينما في ذلك الوقت، بما فيهم مارلين مونرو، بريجيت باردو وراكيل ولش.

## تاريخ
استُخدم مصطلح رمز الجنس لأول مرة بين عشرينيات القرن العشرين لوصف أول نجوم السينما الناشئين في ذلك العصر. اعتمدت استوديوهات الأفلام بشكل كبير على مظهر ممثليها وجاذبيتهم الجنسية لتكون قادرة على جذب الجماهير. زاد استخدام هذا المفهوم خلال الحرب العالمية الثانية. في القرن العشرين، شملت رموز الجنس الممثلين من الذكور والإناث، كان ممثلون مثل سيسو هاياكاوا الرومانسي ودوجلاس فيربانكس الرياضي مشهورين في عشرينيات القرن العشرين. تسبب وفاة عاشق الشاشة النموذجي رودولف فالنتينو في عام 1926 في هستيريا جماعية بين معجباته من الإناث. في هوليوود، كان يُنظر إلى العديد من نجوم السينما على أنهم رموز جنسية، مثل إرول فلين وجاري كوبر وكلارك غيبل.
تجسدت صورة "الفتى الشرير" في الخمسينيات من القرن العشرين في رموز الجنس مثل جيمس دين ومارلون براندو، وكانت النساء مثل مارلين مونرو وجين مانسفيلد ومامي فان دورين والنجمة الفرنسية بريجيت باردو يُنظر إليهن على أنهن النموذج الأصلي للفتاة الشقراء. بينما كان يُنظر إلى رمز الجنس حتى الخمسينيات من القرن العشرين على أنه مجرد مثال جنسي، إلا أنه في الستينيات أصبح يُنظر إليه على أنه رمز لتحرير الأجساد والجنس مع الثورة الجنسية.

## أمثلة

### عقد 1920 و قبله
- ماري أستور[9]
- جوزفين بيكر[10]
- ثيدا بارا[11]
- سارة برنار[12]
- لويز بروكس[13]
- لورد بايرون[14]
- لينا كافاليري[15]
- مارلينه ديتريش[16]
- إيزادورا دانكن[17]
- غريتا غاربو[16]
- ماتا هاري[18]
- هرمان ملفيل[19][20]
- آلا نازيموفا[21]
- رامون نوفارو[22]
- ماري روبنسون[23]
- ليليان راسل[24]
- نورما تالمادج[9]
- رودلف فالنتينو[25]

### عقد 1930
- جون بلوندل[9]
- كلارك غيبل[26]
- غاري كوبر[26]
- بيت ديفيس[26]
- إيرول فلين[27]
- جين هارلو[28]
- أوليفيا دي هافيلاند[9]
- فيفيان لي[26]
- بيلا لوغوسي[29]
- جويل ماكريا[30]
- آنا نيغل[31]
- لورنس أوليفيه[32]
- تايرون باور[33]
- ويليام باول[9]
- روبرت تايلور[34]
- ماي وست[26]
- جوش وايت[35]
- آنا ماي وونغ[36]
- فاي راي[9]

### عقد 1940
- إنغريد برغمان[37]
- كيرك دوغلاس[38]
- بيلي اكستاين[39]
- آفا غاردنر[40]
- بوليت غودارد[41]
- كاري غرانت[26]
- جودي غارلند[9]
- ريتا هيوارث[42]
- لينا هورن[43]
- غلينيس جونز[37]
- جين كيلي[44]
- فيرونيكا ليك[45]
- هيدي لامار[46]
- دوروثي لامور[47]
- برت لانكستر[48]
- جيبسي روز لي[49]
- مارغريت لوكوود[37]
- مارلين ماكسويل[50]
- غريغوري بيك[51]
- إزيو بينزا[52]
- جين راسل[53]
- فرانك سيناترا[54]
- جين تيرني[55]
- لانا تيرنر[28]
- أليدا فالي[9]
- استير ويليامز[56]

### عقد 1950
- لورين باكال[57]
- هاري بيلافونتي[39]
- همفري بوغارت[26]
- مارلون براندو[58]
- جيمس ناثانيال براون[59]
- يول براينر[60]
- مارتين كارول[61]
- ليزلي كارون[9]
- جوان كولينز[62]
- مونتغومري كليفت[63]
- دوروثي داندريدج[39]
- ايفون دي كارلو[64]
- جيمس دين[65]
- دايانا دورس[66]
- آفا غاردنر[67]
- بيتي غريبل[68]
- ستيوارت جرانجر[33]
- ريتشارد غرين[33]
- روك هدسون[9]
- تاب هنتر[69]
- غريس كيلي[70]
- ديبورا كير[37]
- بيبر لوري[71]
- كرستوفر لي[72]
- جينا لولو بريجيدا[73]
- صوفيا لورين[74]
- جين مانسفيلد[65]
- باتريشيا مدينا[37]
- مارلين مونرو[75]
- جولي نيومار[76]
- كيم نوفاك[77]
- بيتي بيج[78]
- موريل بافلو[37]
- إلفيس بريسلي[74]
- كليف ريتشارد[79]
- بورفيريو روبيروزا[80]
- جانيت سكوت[37]
- إليزابيث تايلور[81]
- مامي فان دورين[82]
- جاك ويب[83]

### عقد 1960
- أورسولا أندريس[84]
- كارول بيكر[85]
- بريجيت باردو[3]
- وارن بيتي [86]
- هونر بلاكمان[87]
- كلاوديا كاردينالي[88]
- إريك كلابتون[89]
- فيرونيكا كارلسون[90]
- ليونارد كوهين[91]
- شون كونري[92]
- إيفون كريغ[93]
- آلان ديلون[26]
- كاترين دينوف[94]
- باربرا إيدن[95]
- كلينت إيستوود[96]
- شيرلي إيتون[97]
- أنيتا ايكبرج[98]
- بريت إيكلاند[99]
- لولا فالانا[39]
- جين فوندا[100]
- جوناثان فريد[101]
- مارفين غاي[39]
- روبرت غوليت[102]
- تشي جيفارا[103]
- أودري هيبورن[9]
- داستين هوفمان[104]
- جيمي هندريكس[65]
- ميك جاغر[65]
- توم جونز[105]
- جانيس جوبلين[106]
- جون كينيدي[74]
- إيرثا كيت[107]
- نانسي كوفك[108]
- جون لينون[65]
- آن مارغريت[109]
- بول مكارتني[65]
- ستيف ماكوين[110]
- روجر مور[9]
- جيم موريسون[74]
- جو ناماث[111]
- بول نيومان[92]
- نیشيل نيكولز[112]
- إنغريد بيت[113]
- روبرت ريدفورد[26]
- ديانا ريج[114]
- ديانا روس[115]
- غونتر ساكس[80]
- إيزابيل سارلي[116]
- عمر الشريف[117]
- إيدي سيدجويك[9]
- جريس سليك[118]
- تينا ترنر[119]
- تويغي[9]
- راكيل ولش[120]
- باربارا ويندسور[121]

### عقد 1970
- وودي آلن[122]
- جريج أولمان[123]
- لوني اندرسون[9]
- لورا انطونيلي[124]
- غراسييلا ألفانو[125]
- كاثرين باخ[117]
- جين بيركين[126]
- جاكلين بيسيه[127]
- جاكسون براون[128]
- ديان كانون[129]
- ديفيد كاسيدي[92]
- لیندا کارتر[130]
- موريا كازان[131]
- بو ديريك[132]
- فاي دوناوي[133]
- فرح فاوست[134]
- ليندا دي جورج[95]
- ليندا غراي[95]
- بام غرير[135]
- غلوريا غويدا[124]
- ديبي هاري[136]
- لورين هاتون[137]
- خوليو إجلسياس[138]
- مارين جنسين[139]
- أوليفيا نيوتن جون[9]
- ليني كازان[140]
- جين كينيدي[39]
- هنري كسنجر[141]
- شيريل لاد[95]
- مايكل لندون[142]
- بيجي ليبتون[143]
- ليزا مينيلي[144]
- جوني ميتشل[128]
- دادلي مور[145]
- واين نيوتن[146]
- جاك نيكلسون[147]
- ستيفي نيكس [148]
- رايان أونيل[149]
- دوللي بارتون [150]
- فاليري برين[151]
- فيكتوريا برينسيبال[95]
- بيرت رينولدز[26]
- ليندا رونستاد[152]
- ريتشارد راونتري[153]
- تيلي سافالاس[154]
- جيسيكا سافيتش[155]
- هانا شيجولا[156]
- جين سيمور[157]
- ماريا شنايدر[158]
- سيبل شيبرد[137]
- كارلي سيمون[159]
- جاكلين سميث[137]
- باتي سميث[160]
- سوزان سومرز[9]
- روجر ستوباتش[111]
- شيريل تيغز[137]
- جون ترافولتا[74]
- باري وايت[161]
- هنري وينكلر[162]
- آن ويلسن[163]
- نانسي ويلسون[163]

### عقد 1980
- ادريان باربو[9]
- كيفين بيكن[9]
- كيم بايسنجر[164]
- جنيفر بيلز[9]
- ساندرا بيرنهارد[165]
- جون بون جوفي[166]
- كلاوس ماريا برانداور[167]
- كريستي برينكلي[168]
- مايكل كين[169]
- فيبي كيتس[170]
- شير
- توم كروز[171]
- ريبيكا دي مورني[170]
- جيرارد ديبارديو[74]
- مايكل دوغلاس[172]
- مورغان فيرتشايلد[170]
- شيريلن فين[173]
- كاري فيشر[174]
- هاريسون فورد[26]
- جون فورسيث[175]
- مايكل جي فوكس[176]
- ميل غيبسون[177]
- ميلاني جريفيث[178]
- ريتشارد جير[74]
- داريل هانا[179]
- مارك هارمون[9]
- هافي دي[180]
- مايكل هاتشنس[74]
- مايكل جاكسون[181][182]
- دون جونسون[9]
- غراس جونس[183]
- جون إف كينيدي الإبن[177]
- ناستازيا كينسكي[184]
- كيلي لبروك[185]
- هيذر لوكلير[186]
- مادونا[187]
- موريسي[116]
- ميشيل فايفر[170]
- أكسل روز[188]
- كريستوفر ريف[26]
- آلان ريكمان[100]
- ميكي رورك[189]
- إيسابيلا روسوليني[170]
- لويس روكايزر[190]
- بروس سبرينغستين[191]
- بروك شيلدز[74]
- توم سيليك[192]
- نيكوليت شريدان[193]
- سيلك سميثا[194]
- جون ستاموس[195]
- ستينغ[166]
- باتريك سويزي[26]
- هيذر توماس[196]
- كاثلين ترنر[197]
- لوثر فندروس[198]
- بروس ويليس[92]
- بيلي دي ويليامز[9]
- فانيسا ويليامز[170]
- ماري وارنوف[199]

### عقد 1990
- آليا[200]
- جيليان أندرسون[201]
- باميلا أندرسون[202]
- جينيفر أنيستون[203]
- بونو[191]
- أنتونيو بانديراس[204]
- درو باريمور[205][206][207]
- مارتن بايفيلد[208]
- هالي بيري[209]
- ياسمين بليث[210]
- بيرس بروسنان[211]
- ماريا كاري[212]
- كاريزما كاربنتر[213]
- جورج كلوني[92]
- سيندي كروفورد[214]
- كيفين كوستنر[215]
- كريستينا كوكس[216]
- دانيال دي لويس [217]
- جوني ديب[92]
- كاميرون دياز[74]
- ليوناردو دي كابريو[218]
- روبرت داوني جونير[219]
- شانين دوهيرتي[220]
- فينسنت دونوفريو[221]
- كولين فيرث[74]
- كاليستا فلوكهارت[9]
- دنیس فرانز[222]
- سارة ميشيل غيلار[223][224]
- تيري هاتشر[225][226]
- سلمى حايك[227]
- إليزابيث هيرلي[228]
- جانيت جاكسون[229]
- هارفي كيتل[186]
- نيكول كيدمان[230]
- هايدي كلوم[231]
- فال كيلمر[76]
- مات لوبلان[232]
- ريكي مارتن[233]
- روز مكغوان[234]
- أليسا ميلانو[235][236][237]
- كيت موس[9]
- جيني مكارثي[238]
- ليام نيسون[211]
- لوك بيري[239]
- براد بيت[240]
- كيم بوليس[241]
- كاتي برايس (جوردن)[242][243]
- جيسون بريستلي[239]
- ناتالي بورتمان[244]
- دينيس كويد[211]
- أشر [245]
- كيانو ريفز[246]
- ترينت رزنر[247]
- كرستينا ريتشي[248]
- جوليا روبرتس[249]
- أنطونيو ساباتو الابن[250]
- أليسيا سيلفرستون[251]
- توباك شاكور[252]
- كيلي سلاتر[253]
- آنا نيكول سميث[9]
- ويل سميث[254]
- شارون ستون[255]
- أوما ثورمان[74]
- تيفاني ثايسن[256]
- آلن تيتشمارش[257]
- ليف تايلر[258]
- غوران فيشنيتش[259]
- كريستوفر والاس[260][261]
- دنزل واشنطن[211]
- لوسيندا ويليامز[262]
- كيت وينسليت[263]
- كاثرين زيتا جونز[264]

### عقد 2000
- ستيفاني أدامز[265]
- جيسيكا ألبا[266]
- كريستينا أغيليرا[267][268][269]
- كريستي السوب[270]
- كريستين أمان بور[271]
- ميتشيل بيكر[272]
- كريستيان بيل[273]
- ديفيد بيكهام[74]
- كيت بيكينسيل[274]
- مونيكا بيلوتشي[275]
- بيونسيه[276]
- جو بايدن[277]
- جيسيكا بيل[202]
- أورلاندو بلوم[201]
- توم برادي[278]
- كيلي بروك[279]
- آدم برودي[280]
- بروك بيرك[281]
- روبرت كارليل[282]
- شيريل كول[283]
- آن كولتر[284]
- كاتي كوريك[285]
- دانيال كريغ[286]
- راسل كرو[287]
- كالي كوكو[288]
- إليشا كثبيرت[289]
- دي انجيلو[290][291]
- جودي دينش[292]
- بيتر دنكليج[292]
- هيلاري داف[293]
- زاك إيفرون[294]
- كارمن إلكترا[295][296]
- إمينيم[297]
- كولين فاريل[298]
- تينا فاي[285][299]
- ميغان فوكس[300]
- جيمس فرانكو[107]
- ليدي غاغا[301]
- جيمس غاندولفيني[302]
- بول جياماتي[292]
- جوزيف غوردون-ليفيت[303]
- جينيفر غرانهولم[285]
- كاثي غريفين[304]
- ماغي جيلنهال[299]
- أليسن هانيغان[305][306][307]
- أنتوني هيد[218]
- كاثرين هيغل[308]
- آنا ايفانوفيتش[285]
- هيو جاكمان[30]
- سكارليت جوهانسون[309][310]
- أنجلينا جولي[311]
- آنا كورنيكوفا[312]
- كيرا نايتلي[313]
- جومبا لاهيري[285]
- دايان لاين[314]
- هيو لوري[315]
- يبا لارسن[316]
- إيفانجلين ليلي[317]
- ليزا لينغ[285]
- جينيفر لوبيز[318]
- إيفا لانغوريا[109]
- مايا[285]
- ويليام ميسي[319]
- راتشيل مادو[320]
- جيسي مكارتني[321]
- إيفا ميندز[306][322]
- ماريسا ميلر[323]
- كايلي مينوغ[324][325]
- هيلين ميرين[326]
- جوليان مور[327]
- بي. جي. نوفاك[271]
- هايدن بانتير[328][329]
- روبرت باتينسون[92]
- كيتي بيري[330]
- ريجيس فيلبين[331]
- بينك[332]
- سامانثا باور[285]
- دانيال رادكليف[333]
- آيشواريا راي[74]
- ماري لين راجسكوب[334]
- أندري ريو[335]
- ريانا[336]
- سيث روغن[292]
- دونالد رامسفيلد[337]
- كاتي ساكوف[338]
- شاكيرا[339][340]
- ماريا شارابوفا[312]
- جيك شيرز[341]
- نيت سيلفر[342]
- ساره سلفرمان[285]
- جيسيكا سمبسون[343]
- زادي سميث[285]
- بريتني سبيرز[344]
- جون ستيوارت[271]
- كريستين ستيوارت[345]
- مينا سوفاري[346]
- تيلدا سوينتون[292]
- واندا سايكس[292]
- ديتا فون تيسي[221][347]
- ديفيد تينانت[65]
- جستين تيمبرلك[74]
- ميشيل تراشتنبرغ[348]
- يوليا تيموشينكو[349]
- ميريديث فييرا[285]
- صوفيا فيرغارا[350]
- إيما واتسون[351]
- ريتشل وايز[327]
- أوليفيا وايلد[352]

### عقد 2010
- سيرخيو أغويرو
- ديزيريه اخوان[353]
- كاترينا بالف
- ليك بيل[240][354][355]
- جستن بيبر[238]
- كاري بايرون[356]
- إميليا كلارك[357]
- أمل كلوني[358]
- ستيفن كولبير[359]
- برادلي كوبر[360]
- مايلي سايرس[361]
- توم دالي[362]
- لانا ديل راي[363]
- سكوت إيستوود[364]
- كريس إيفانز[365]
- نرجس فخري[366]
- كاري فوكوناغا
- برفیوم جينيوس
- سمر غلاو[367]
- إيلانا جليزر
- رايان غوسلينغ[368]
- شاكي غريفز
- آمبر هيرد[369]
- كريس هيمسوورث[370]
- ليام هيمسورث[371]
- هوب سولو[372][373][374]
- كرستينا هندريكس[375]
- ساني ليون[376]
- توم هيدليستون[377]
- آبي جاكوبسون
- نيك جوناس[378]
- سوران جونز[379]
- كارلا جوري
- بليك ليفلي[380]
- كيم كردشيان[381]
- فواد خان[382][383][384]
- تاران كيلام[385]
- ميلا كونيس[386][387]
- جينيفر لورنس[388]
- أندرو لينكولن[389]
- ريان لوكتي[390]
- زين مالك[391]
- جو مانغانيلو[392]
- غوغو مباثا رو
- كيت ماكينون[393]
- كيت ميدلتون[394]
- مادس ميكلسن[395]
- راندال بارك
- نيت باركر
- روزاريو دوسن[396]
- ليندساي فون[397][398]
- كلوي سيفاني[399]
- نتاليا بوكلونسكايا[400][401]
- كريس برات[402]
- لارا بولفر[403]
- إميلي راتاجكوسكي[256]
- نورمان ريديس[404]
- رايان رينولدز[405]
- مارجوت روبي[406]
- أليكس مورغان[407]
- جينا رودريجيز
- كريستيانو رونالدو[408]
- هريثيك روشان[383]
- نيكول شيرزينغر [409]
- ليا سيدو[410]
- أماندا سيفريد[81]
- إيما ستون[411]
- تايلور سويفت[412]
- تشانينج تيتوم[413]
- آرون جونسن[414]
- تيم تيبو[415]
- جاستن ترودو[416]
- كيت ابتون[417]
- كريستين ويج[418]
- جي دراغون[408]
- ديف فرانكو[419]